# Dennis Franz
Dennis Franz Schlachta (Maywood, 28 de outubro de 1944) é um ex-ator norte-americano mais conhecido por interpretar o Detetive Andy Sipowicz na série de televisão NYPD Blue.

## Biografia
Franz nasceu na cidade de Maywood, Illinois, filho dos imigrantes alemães Eleanor, uma funcionárias dos correios, e Franz Schlachta, padeiro e também funcionários dos correios. Ele estudou na Proviso East High School e na Universidade do Sul de Illinois. Depois de se formar, Franz foi recrutado para o Exército dos Estados Unidos, servindo onze meses na 82ª Divisão de Paraquedistas na Guerra do Vietnã.
Ele começou sua carreira na Organic Theater Company, em Chicago. Seu primeiro papel no cinema foi no filme Remember My Name, de 1978. Em seguida ele apareceu em filmes como The Fury, Dressed to Kill, Popeye, Blow Out, Psycho II, Body Double, Die Hard 2 e City of Angels.
Na televisão, seu primeiro papel foi em 1982 na série Chicago Story. Depois ele apareceu em Hill Street Blues como o Tenente Norman Buntz. Ele então participou de dois episódios de The A-Team, e alguns episódios de Hunter e Matlock. Em 1993 ele pegou o papel do Detetive Andy Sipowicz na série NYPD Blue, aparecendo em todos os seus 261 episódios. Pela interpretação de Sipowicz, Franz venceu quatro Prémios Emmy do Primetime de Melhor Ator em Série Dramática, um Golden Globe Award de Melhor Ator em Série de Televisão – Drama, dois Screen Actors Guild Award de Melhor Ator em Série Dramática e um de Melhor Elenco em Série Dramática.